# Okręg braniczewski
Okręg braniczewski (serb. Braničevski okrug / Браничевски округ) – okręg we wschodniej Serbii, w regionie Serbia Centralna.

## Podział administracyjny
Okręg dzieli się na następujące jednostki:
- miasto Požarevac
- gmina Golubac
- gmina Kučevo
- gmina Malo Crniće
- gmina Petrovac na Mlavi
- gmina Veliko Gradište
- gmina Žabari
- gmina Žagubica

## Demografia
- Serbowie: 87,2% (174 818)
- Wołosi: 7,0% (14 083)
- Romowie: 1,6% (3 188)
- inni: 4,2%

## Zabytki i kultura
- Zabytki
  - kościół z 1819 roku
  - pałac z 1825 roku
  - nowy rynek z 1827 roku
- Placówki kultury
  - Muzeum Narodowe
  - Park Etniczny
  - Galeria Malarstwa Mileny Pavlović-Barili